# 1936年ラグビーニュージーランド大学選抜の日本遠征
1936年ラグビーニュージーランド大学選抜の日本遠征では、1936年1月から2月にかけてラグビーニュージーランド大学選抜が日本に遠征し日本代表とのテストマッチ2試合を含む計7試合が組まれた。

## 試合日程・結果
| 日時          | 会場                     | ホーム       | スコア | アウェイ                 |
| ------------- | ------------------------ | ------------ | ------ | ------------------------ |
| 1936年1月26日 | 甲子園南運動場（兵庫県） | 関西代表     | 3-31   | ニュージーランド大学選抜 |
| 1936年1月30日 | 神宮競技場（東京都）     | 慶應義塾大学 | 6-23   | ニュージーランド大学選抜 |
| 1936年2月2日  | 神宮競技場（東京都）     | 明治大学     | 11-13  | ニュージーランド大学選抜 |
| 1936年2月6日  | 神宮競技場（東京都）     | 早稲田大学   | 17-22  | ニュージーランド大学選抜 |
| 1936年2月9日  | 神宮競技場（東京都）     | 日本         | 8-16   | ニュージーランド大学選抜 |
| 1936年2月11日 | 花園ラグビー場（大阪府） | 関西学生代表 | 8-23   | ニュージーランド大学選抜 |
| 1936年2月16日 | 花園ラグビー場（大阪府） | 日本         | 9-9    | ニュージーランド大学選抜 |